# قضیه هان–باناخ
قضیه هان-باناخ، یک ابزار مرکزی در آنالیز تابعیست. این قضیه امکان می‌دهد تا تابعک‌های خطی کرانداری که بر روی زیر فضایی از یک فضای برداری تعریف شده‌اند را به کل فضا تعمیم دهیم. همچنین این قضیه نشان می‌دهد که به میزان «کافی» تابعک‌های خطی پیوسته بر روی هر فضای برداری نرم دار وجود دارد، به گونه ای که مطالعهٔ فضای دوگان «جذاب» می‌شود. نسخهٔ دیگری از قضیه هان-باناخ به قضیه جداسازی هان-باناخ یا قضیه جداسازی ابر صفحه ای معروف است، و کاربردهای متعددی در هندسه محدب دارد.